# Tirso (símbolo)

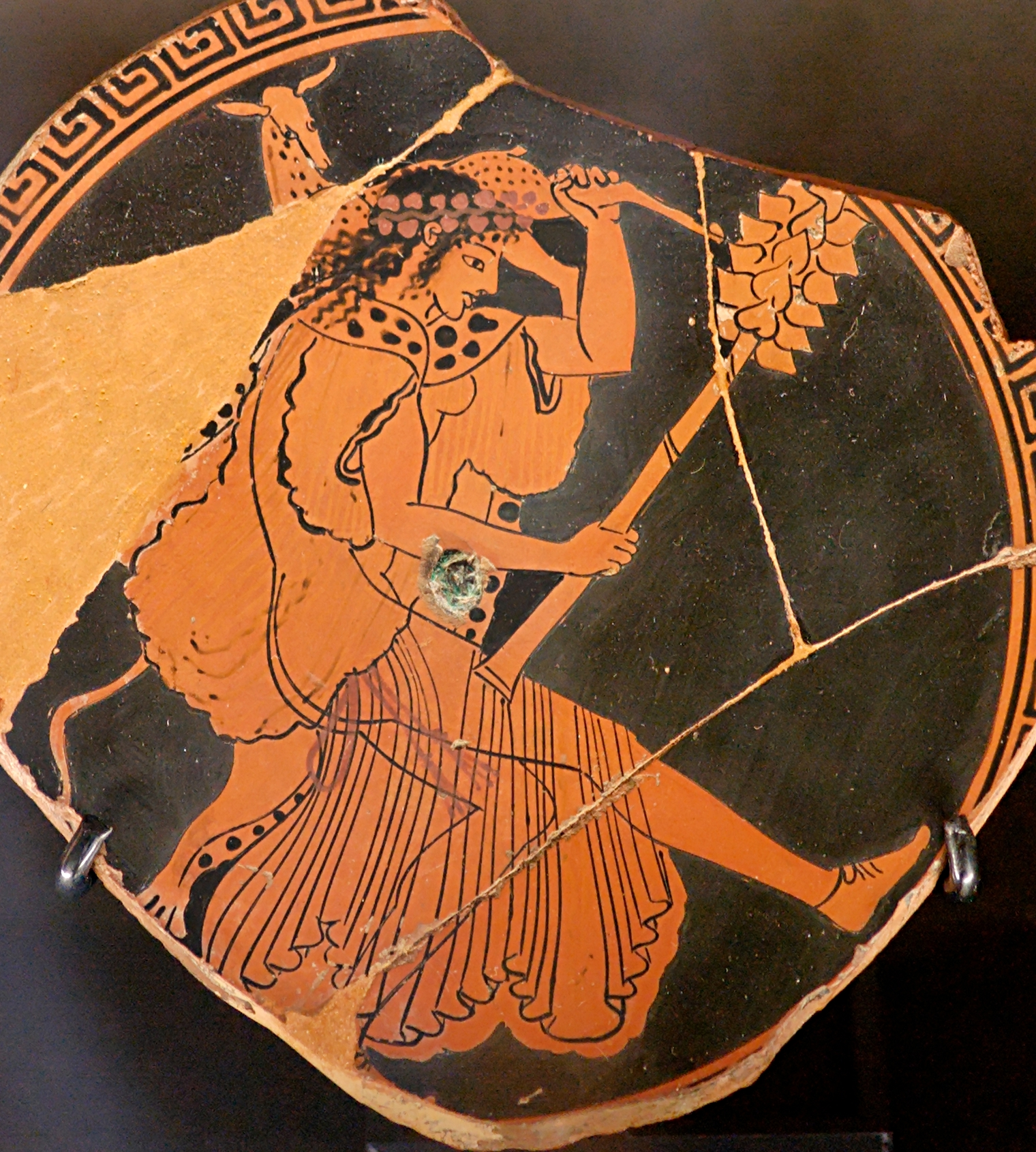
Escena en una vasija de una ménade sosteniendo un tirso.

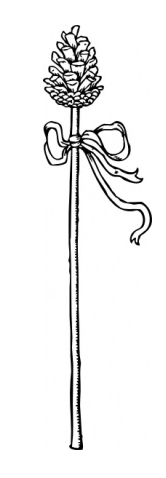
Vara de tirso

Un tirso es un bastón de cañaheja (Ferula communis) que está todo él forrado de vid o de hiedra y a veces de lazos. Está rematado por una piña de pino. Se trata de un símbolo fálico que representa esa fuerza vital que se asocia por lo general con el dios griego Dioniso (en el panteón romano, Baco). Se cree que el origen de este símbolo está en el antiguo Egipto y en Fenicia. Los tracios lo asimilaron en la Antigüedad y después pasó a todo el mundo helenístico.
El tirso se relaciona también con la vara mágica de los conjuros y con los símbolos axiales verticales, que son los que representan el eje del mundo o bien tienen relación analógica con él.

## Historia
En la mitología del mundo griego el tirso es una vara o bastón forrada de vid o hiedra y rematada por una piña de pino. Era el símbolo fálico utilizado en las fiestas orgiásticas que se hacían en honor del dios Dioniso o de Baco (que es un epíteto utilizado también por los griegos y que tomaron más tarde los romanos para su religión). A este símbolo se le supone de origen tracio (que a su vez tomarían de Egipto y Fenicia), difundido después por el mundo helenístico.